# Graphie savante
Une graphie savante est une graphie qui ne s'adapte pas à la langue d'usage mais conserve les caractères et les règles grammaticales de la langue d'origine. La graphie savante s'oppose à la « graphie commune ».
Exemples en langue française :
- Le pluriel de scénario est, en graphie commune, scénarios. Il existe une graphie savante, qui s'applique à reproduire l'étymologie italienne du mot, où l'on dit et écrit scenario au singulier (en italique à l'écrit) et scenarii au pluriel (mais jamais scénarii, qui combinerait un accent français avec un pluriel italien). Le i est la marque du pluriel en italien, ce qui peut conduire, comme ici, à un doublement du ii quand le i est la dernière lettre du radical ;
- La crypto-monnaie Monero, dont le nom signifie pièce en esperanto, a un pluriel en moneros en graphie commune et en moneroj en graphie savante (la prononciation change également) ;
- Le mot compter est initialement la graphie savante du mot conter, qui avait initialement le double sens de raconter une histoire (énumérer des événements) et de calculer (énumérer des chiffres).